# Okolicznik przyczyny
Okolicznik przyczyny – jeden z rodzajów okolicznika w języku polskim, wyrażającą czynność uprzednią znaną przez mówiącego. Odpowiada na pytania: dlaczego? czemu? z jakiej przyczyny?

## Rodzaje okoliczników przyczyny
- przysłówkowy – Stąd powstał ten kłopot.
- przyimkowy – jest nim wyrażenie przyimkowe z "z", "dla", "z uwagi na" itp. – Kupił jej to futro dla świętego spokoju. Z braku laku dobry kit.
- rzeczownikowy z użyciem narzędnika – Żołnierze przymierali głodem.
- osobliwy – przy pomocy "bo" – Najstarszy, bo pochodzący jeszcze sprzed wojny egzemplarz ma muzeum we Wrocławiu[2].